# Festival Verano Naranja 2005
La II versión del Festival Verano Naranja se realizó entre los días 8 y 13 de febrero de 2005 en el Estadio Regional de Antofagasta de la ciudad de Antofagasta en Chile. El evento fue desarrollado por la Municipalidad de Antofagasta, encabezada en ese entonces por el Alcalde Daniel Adaro, en el marco de la celebración del 126° Aniversario de la ciudad.

## Desarrollo

### Martes 8 de febrero (Día de la Juventud)
- Santos Chávez
- Los Indolatinos (humoristas)
- El Pampero (humorista)
- Sol y Lluvia

### Miércoles 9 de febrero (Día de la Popularidad)
- DJ Méndez
- Los Urbanos
- Mauricio Flores, "Tony Esbelt" (humorista)
- Chancho en Piedra

### Jueves 10 de febrero (Día del Recuerdo)
- Peter Rock
- José Alfredo Fuentes
- Los Atletas de la Risa (humoristas)
- Yaco Monti

### Viernes 11 de febrero (Día de las Rancheras)
- Nancy la Mariachi
- Mariachi Calicanto
- Los Ruiseñores de la Frontera
- Los Picantes

### Sábado 12 de febrero (Día del Romanticismo)
- Los Golpes
- Los 4 Amantes
- Profesor Salomón y Tutu Tutu (humoristas)
- Lucho Barrios
- Los Blue Splendor

### Domingo 13 de febrero (Noche Tropical)
- Cherry
- Donald Mc Cluskey
- Palta Meléndez (humorista)
- Ráfaga
- Antonio Ríos